# La Estación de la Alegría
La Estación de la Alegría fue un programa radial en onda corta transmitido por la emisora internacional de los Países Bajos, Radio Nederland Wereldomroep. 

## Historia
La primera emisión de la Estación de la Alegría fue por la emisora holandesa PCJJ en 1928. Su primer conductor era el holandés Edward Startz, conocido como Eddie Startz ("Don Eduardo"). Startz gustaba de hacer su programa en varios idiomas tales como el holandés, el inglés, el alemán y el español. 
La Estación de la Alegría dejó de difundirse en mayo de 1940 durante la invasión de Holanda por parte de Adolfo Hitler. En 1946 Eddie Startz reinició las transmisiones de la Estación de la Alegría, pero esta vez a través de la radiodifusora holandesa Radio Nederland. Más tarde se crearon versiones adicionales del programa en inglés y en español.

## Formato
La introducción era una variante de la sintonía de intervalo de la emisora, interpretada en diversos ritmos por una orquesta.
Durante el programa se podían escuchar música popular Europea, concursos, entrevistas a invitados especiales, lecturas de las cartas de los oyentes y comentarios sobre estilo de vida de los holandeses. La Estación de la Alegría se destacó también por las llamadas telefónicas que los conductores del programa hacían a los oyentes del mismo. Era en palabras del mismo conductor "su programa dominical para toda la familia" y "solo tenemos un tabú: la controversia", lo que facilitaba darle cabida a cualquier persona del mundo.
Además se produjeron algunas emisiones de la Estación de la Alegría desde otros países. De esa manera el público tenía la posibilidad de hacer viajes virtuales y conocer a la vez algunos oyentes de esos países.

## Cambios y cierre
Eddie Startz se retiró en los años setenta. Thom Henrich Meijer fue su sucesor en las versiones en inglés y en español de la Estación de la Alegría, y reescribió su nombre a "Tom Meyer" para una proyección más internacional entre su audiencia. Después de la jubilación de Tom Meyer, por sugerencia de él mismo, la versión en inglés del programa fue manejado por Pete Myers y finalmente por Jonathan Groubert. La versión en español fue conducido por el español Jaime Báguena durante los años noventa, siendo que Jaime había sido en ocasiones realizador técnico en algunos de sus programas. Es en esta época donde se da un giro radical al contenido introduciendo "noticias insólitas" (hechos curiosos) y una "peluquería" (chismes y noticias acerca de la gente de la farándula).
La versión en inglés de la Estación de la Alegría (The Happy Station Show) duró hasta septiembre de 1995 cuando el mismo fue cancelado. 
A finales de la década de los noventa la gerencia de Radio Nederland decidió terminar con la difusión de la versión en español de la Estación de la Alegría. Con el cierre de la versión en español de la Estación de la Alegría, para pesar de algunos oyentes, concluyó un programa que es considerado como el más antiguo de la historia de la radio en onda corta.

## En la actualidad
Posteriormente la Estación de la Alegría fue sustituida por el programa Cartas@RN, también dirigido por Jaime Báguena, este espacio tuvo un estilo similar al de la Estación de la Alegría, aunque su tiempo de transmisión fue de unos 25 minutos mientras la Estación de la Alegría duraba exactamente cincuenta y cinco minutos. Como actividad especial se realizaba periódicamente visita en persona de Jaime Baguena a la casa de los oyentes. Se han llevado a cabo giras que incluyen ciudades como Bogotá, Ciudad de México, Buenos Aires, La Paz, etc. Posteriormente Jaime Báguena sería reemplazado por Sergio Acosta hasta la desaparición del programa a finales de junio de 2012.